# Ljudmyla Nazarenko
Ljudmyla Ihorivna Nazarenko (in ucraino Людмила Ігорівна Назаренко?; Kiev, 13 marzo 1967) è un'ex cestista ucraina, fino al 1991 sovietica.

## Carriera
Con l'Ucraina ha disputato i Campionati europei del 1995 e i Giochi olimpici di Atlanta 1996.